# Piccola patria
Piccola patria è un film italiano del 2013 scritto e diretto da Alessandro Rossetto, presentato alla 70ª Mostra internazionale d'arte cinematografica di Venezia nella sezione Orizzonti e in prima internazionale al Festival di Rotterdam 2014 (nella sezione Spectrum dedicata a “film e registi che offrono un contributo essenziale alla cultura cinematografica internazionale”).

## Trama
Luisa è piena di vita, disinibita, trasgressiva; Renata invece è oscura, arrabbiata, bisognosa d'amore. Le vite delle due giovani raccontano la storia di un ricatto, di un amore tradito, di una violenza subita: Luisa usa Bilal, il suo fidanzato albanese, Renata usa il corpo di Luisa per muovere i fili della propria vendetta.
Entrambe vogliono lasciare la piccola comunità che le ha cresciute, fuggendo dalle rispettive famiglie, mentre le nuove generazioni di migranti sono prese di mira da chi si sente sempre minacciato. Luisa, Renata e Bilal rischieranno di perdersi, di perdere una parte preziosa di sé, di perdere chi amano, di perdere la vita.

## Produzione
Primo lungometraggio di finzione di uno tra i nomi più significativi del documentario italiano (già al centro nel 2010 di una retrospettiva al New York Documentary Film Festival), il film racconta, sullo sfondo di un'estate calda e soffocante nella provincia del Nordest italiano, la storia di due ragazze e del loro desiderio di andare via dal piccolo paese dove vivono. Le riprese del film hanno interessato diverse location del Triveneto, come Bolzano e Merano, Villafranca di Verona (hotel Antares) e altre località in Veneto e Friuli.

## Riconoscimenti
- 2014 - Nastro d'argento
  - Nomination Miglior soggetto ad Alessandro Rossetto e Caterina Serra.
- 2014 - Globo d'oro
  - Nomination Miglior musica a Paolo Segat, Alessandro Cellai, Maria Roveran.
- 2013
  - Selezionato alla Mostra del Cinema di Venezia 2013, categoria “Orizzonti”.
  - Selezionato al Queer Lion Award, Venezia.
- 2014
  - Selezionato al Trieste Film Festival 2014.
  - Selezionato al Rotterdam Film Festival 2014.
  - Selezionato al New Talent Gran Prix del Copenaghen International Film Festival 2014.
  - Selezionato al Monaco Film Festival 2014.
  - Selezionato al Seattle International Film Festival 2014.
  -  Selezionato all'Open Roads: New Italian Cinema, New York 2014.
  - Selezionato al Mar del Plata International Film Festival 2014.
  - Selezionato al 13° Pink Screens Festival 2014'.'
  - Vincitore del premio per il miglior film al Festival du Film Italien de Villerupt 2014.
  - Vincitore del premio della giuria del XII festival “Il cinema italiano visto da Milano”.
  - Vincitore come miglior film e miglior film scelto dal pubblico all'Asti Film Festival 2014.